# Calamus quinquenervius
Calamus quinquenervius är en enhjärtbladig växtart som beskrevs av William Roxburgh. Calamus quinquenervius ingår i släktet Calamus och familjen Arecaceae. Inga underarter finns listade i Catalogue of Life.